# Klaviersonate Nr. 32 (Beethoven)

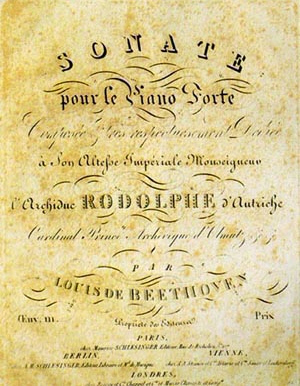
Die erste Ausgabe

Die Klaviersonate Nr. 32 in c-Moll, op. 111 ist Beethovens letzte Klaviersonate.
Wie die beiden Leichten Sonaten op. 49, op. 54, op. 78 und op. 90 hat sie nur zwei Sätze. Ihre Aufführungsdauer beträgt um die 10 Minuten für den ersten und fast 20 Minuten für den zweiten Satz.

## Entstehungsgeschichte

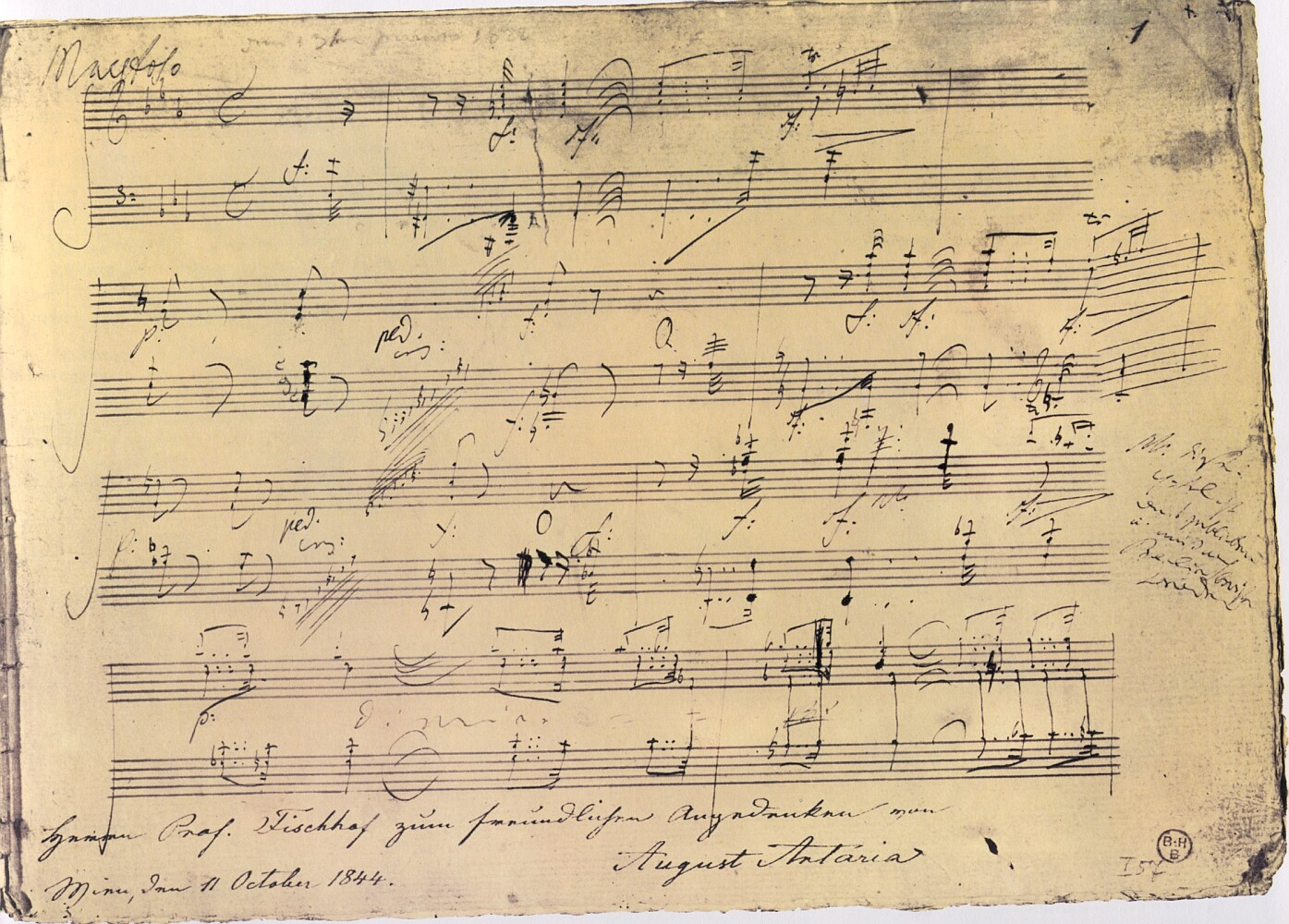
Erste Seite

Die letzten drei Klaviersonaten Beethovens, op. 109, op. 110 und op. 111, waren als ein großer Komplex geplant und so auch alle drei zusammen an den Berliner Verleger Adolph Martin Schlesinger im Jahre 1820 verkauft worden. Jedoch kam es zu Verzögerungen zwischen der E-Dur-Sonate und den letzten beiden – Beethoven war von Krankheiten geplagt, außerdem beschäftigte ihn die Arbeit an der Missa solemnis und dem Bagatellenzyklus op. 119.
Ende 1821 begann Beethoven die Arbeit an der Sonate c-Moll (Nr. 32). Die Themen der Sonate haben Beethoven wie so oft jahrzehntelang beschäftigt, einige hätten bereits 1801 Eingang in andere Werke finden sollen. Recht schnell entstand dann das erste Manuskript am 13. Januar 1822 – keine drei Wochen nach Fertigstellung der As-Dur-Sonate.
Im Frühling desselben Jahres schickte Beethoven die erste Version nach Berlin, bald darauf wollte er jedoch Änderungen vornehmen, es kam zu Verzögerungen. Erst im April 1822 verlegte Maurice Schlesinger, der Sohn Adolph Martin Schlesingers, die Sonate in Paris, jedoch mit so vielen Fehlern, dass Beethoven Anton Diabelli bat, eine korrigierte Ausgabe herauszubringen.
Das exakte Uraufführungsdatum ist bislang unbekannt. Die früheste dokumentierte halböffentliche Aufführung jedoch tätigte Carl Czerny im Februar 1824, und zwar auf Beethovens eigenem Fortepiano.

## Widmung
Auch die Widmungsgeschichte ist etwas verworren. Am 1. Mai 1822 schrieb Beethoven seinem Verleger Adolph Martin Schlesinger, es stehe ihm frei, die Sonate „jemandem, wem sie wollen, zu widmen“. Am 1. August 1822 benannte er dann Erzherzog Rudolph von Österreich als Widmungsträger. In einem Brief, den er am 18. Februar 1823 an Schlesingers Sohn Maurice Schlesinger in Paris richtete, heißt es dann, das Werk solle Antonie Brentano gewidmet werden. Den gleichen Wunsch äußerte er im Februar 1823 in einem Brief an seinen ehemaligen Schüler Ferdinand Ries in London. Da diese Anweisung offenbar zu spät kam, erschien nur die englische Ausgabe, die der Verlag von Muzio Clementi im April 1823 druckte, mit einer Widmung „to Madame Antonia de [!] Brentano“.

## Aufbau

### Erster Satz

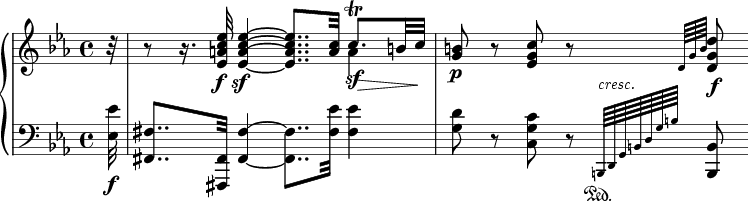
Beginn der Einleitung

Maestoso – Allegro con brio ed appassionato (c-Moll, 4/4-Takt)
Der erste Satz beginnt mit einer Maestoso-Einleitung, die harmonisch mehrdeutig eine dramatische Hinführung zum Hauptsatz darstellt. In doppelt punktierten, verminderten Septakkord-Sprüngen wird die Tonika c-Moll bis auf kurz in Takt 2 eigentlich nicht erreicht. Nach dem Forte-Beginn spalten sich die punktierten Rhythmen in eine chromatisch geprägte Pianissimo-Passage ab, ehe sie sich über einem Crescendo in Achteln auflösen. Schon fast dissonant führen diese Achtel nun zu einem Triller auf dem tiefsten G im Pianissimo, auf dem der erste Satz ins Allegro überwechselt und in das Hauptthema mündet.

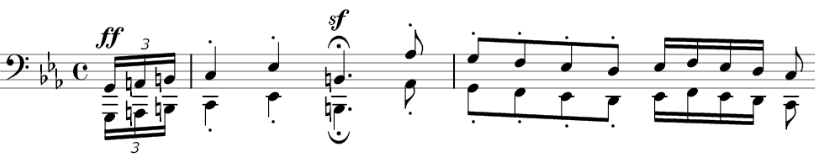
Das Hauptthema

Dieses Thema bestimmt nun den Sonatensatz, der von Wechseln in der Dynamik, aber auch in der Bewegung selber geprägt ist. Auf still verklingende Adagio-Passagen folgen plötzlich ausbrechende Fortissimi, die ihrerseits alsbald wieder ersterben. Beethoven verwendet hierbei die verschiedensten, aber wie so oft in seinem Spätwerk hauptsächlich polyphone Satztechniken, in denen das Thema immer wieder verarbeitet wird.
Die absteigenden Achtel des ersten Themas verwandeln sich so zum Beispiel in ein elftaktiges Unisono aus Sechzehntelnoten, ehe wieder der Beginn nun von Achteln begleitet ertönt. Beethoven verlangsamt dabei immer wieder das Tempo in ritenente- und Adagio-Passagen. Die Überleitung zum zweiten Thema ist durchweg kontrapunktisch angelegt und moduliert nach As-Dur, das erste Thema wird hier immer noch mehrfach aufgenommen.
So ist auch das zweite Thema, das aus über große Räume verteilten Halben im Fortissimo erklingt, als Variante des ersten zu erkennen, insbesondere die absteigende, nun jedoch punktierte Melodie, die vor dem erneuten Ritardando erklingt. Auch der Schlussteil der Exposition ist vom ersten Thema, nun leicht verändert, geprägt.
In der Durchführung (nun g-Moll) wird die polyphone Auseinandersetzung wieder aufgenommen, das Thema erklingt erst in Oktaven (in der Form des Schlussteiles der Exposition), unter anderem mit Triller-Begleitung, schließlich gar in Akkordform.
Die Reprise setzt wieder auf der Tonika an und intensiviert und verlängert insbesondere die Passagen zwischen den Themen. Dabei sind die Unterschiede zwischen Exposition und Reprise teilweise recht bedeutend.
Nachdem die Reprise auf Unisono-Läufen endet, beginnt die recht kurze Coda mit einem Diminuendo aus Halbeschlägen. Im Anschluss folgt ein ganz neuer Gedanke in der rechten Hand, begleitet von Sechzehnteln, der schließlich in C-Dur im Pianissimo verklingt.

### Zweiter Satz
Adagio molto semplice e cantabile (C-Dur, [zunächst] 9⁄16-Takt)
Doch es ist das Adagio, dieser riesige (20 Minuten lange) Variationensatz auf die Arietta zu Beginn, der das eigentliche Geheimnis dieser Sonate ausmacht. Dieser Satz wird von vielen Pianisten als einer der erhabensten Momente im gesamten Repertoire angesehen.
Die Variationen von op. 111 basieren strukturell auf dem Vorbild der Variationen von op. 109. Der dritte Satz von Opus 109 verwirklicht sich im Aufgreifen des Themas in rhythmischen Verkürzungen und einer Klimax aus langen Trillern. Allerdings bleibt in op. 111 bei „Beschleunigung des Rhythmus das Grundtempo meist erhalten“. Die Entwicklung scheint gegenüber op. 109 organischer, und sich „durch einen rigoros kontrollierten Prozess von innen heraus zu entwickeln.“ Der gesamte Satz kann also als eine „rhythmische Steigerung von Variationen“ begriffen werden.

Vereinfachende Gliederung und Charakterisierung des zweiten Satzes von op. 111

Eine grobe Gliederung kann das Arietta-Thema bis Variation 2 als sich zunehmend steigernde Entwicklungslinie zusammenfassen. Variation 3 stellt einen Höhepunkt und gleichzeitigen Wandel im Charakter dar. Die ersten drei Variationen orientieren sich an diesem Aufbau und behalten auch den 2-zu-1-Rhythmus der Arietta bei. Wie so oft bei Beethoven zeichnen sich diese Variationen durch den sich jeweils ständig verkürzenden Rhythmus aus, wobei der Komponist dabei äußerst ungewöhnliche Takteinteilungen vornimmt (vom 9/16-Takt in der Arietta zum 12/32-Takt in der dritten Variation). Als wesentlicher Einschnitt, Wende- und Ruhepunkt kann aber Variation 4 mit ihren Pianissimi, Tremoli, und Arabesken aufgefasst werden. Diese schaffen nach William Kinderman „…, eine ätherische Atmosphäre, als hätte die Musik ein verklärtes Reich betreten.“ Variation 5 und die sich anschließende Coda verwirklichen dann einen zunehmenden Auflösungsprozess in reinen Klang, welcher durch weit auseinanderklaffende Register, langgezogene, teilweise mehrfache Triller, und eine nochmalige Verkürzung der Notenwerte bewirkt wird. Trotz dieser „Auflösungsvorgänge“ wird das ursprüngliche Arietta-Thema nicht vergessen, und in der Oberstimme erneut aufgegriffen.

#### Thema

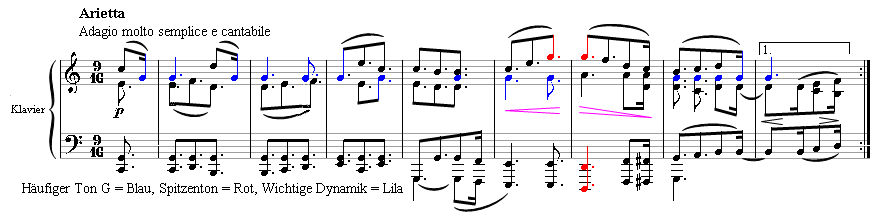
Der Beginn der Arietta

Das Thema besteht aus zweimal 8 Takten, beide Teile werden wiederholt, der erste steht in C-Dur und wird gemeinhin als der friedliche, kontemplative angesehen, während der zweite teilweise in a-Moll steht, wodurch zwar nicht die Spannung des ersten Satzes aufgebaut wird, jedoch ein Kontrast entsteht. Beethoven erweitert in den ersten drei Takten das melodische, fallende Intervall C–G der Unterquart sukzessive zur Unterquint D–G, und schließlich zur aufsteigenden Sexte G–E. Der häufig auftretende Ton G nimmt – wie auch in den weiteren Variationen – eine Schlüsselrolle ein. Den ausdrücklichen Höhepunkt legt Beethoven auf Takt 5 und 6, wo der Spitzenton G2 mit dem tiefsten Basston D zusammenfällt, und durch ein Crescendo zusätzlich verstärkt wird. Ähnlich gestaltet ist auch der Teil in a-Moll. Wie sehr Beethoven mit der Gestaltung des Höhepunkts des Arietta-Thema experimentiert hat, zeigen seine zahlreichen skizzenhaften Entwürfe in Artaria 201 und Ms 51.

#### Variation 1

Anfang von Variation I (das Ursprungsthema ist rot markiert)

Diese hat schon einen etwas bewegteren, trotzdem aber noch ruhigen Charakter. Die Notenwerte sind zu abwechselnden Achteln und Sechzehnteln über 16teln in der linken Hand verkleinert. Die in den folgenden Variationen verstärkt angewandten Überbindungen und synkopischen Rhythmen werden in dieser Variation in der linken Hand bereits angedeutet. Das Ursprungsthema ist in den unterschiedlichen Intervallen der rechten Hand (Sexte, Quarte, Sekunde, Oktave usw.) deutlich erkennbar. Ab Takt 20 wird das Klangbild durch Zwei- und Dreiklänge dichter. Als Spitzenton fungiert wieder, wie im Thema, das G2 (Takt 21 und 22) mit gleichzeitigem Crescendo.

#### Variation 2
Das Modell des Wechsels Achtel – Sechzehntel – Achtel – usw. wird in Variation 2 unter Verkürzung der Notenwerte fortgeführt. Allerdings in halbierten Werten, also 16tel – 32stel – 16tel – usw., allerdings in beiden Händen. Wie auch in den folgenden Variationen bereitet Beethoven wesentliche Elemente einer Variation also bereits in der vorausgehenden Variation vor und vermittelt so das Hörerlebnis einer eher stufenlos fortschreitenden Entwicklung von Variation zu Variation. Linke und rechte Hand werfen sich in zu Anfang (Takt 1–6) die achttönige Phrase in einer Art von Frage-und-Antwort-Spiel gegenseitig zu. Danach koppeln sich linke und rechte Hand zunehmend voneinander ab. Wieder ist die kurzfristige Hervorhebung des Tones G2 in Takt 6 und 7 und in Takt 15–17 zu
beobachten. Die zweite Hälfte der Variation zeigt dann wiederum eine Intensivierung der klanglichen Dichte durch Zweistimmigkeit und Oktavgriffe in der linken, und Dreiklänge in der rechten Hand. Zusätzlich steigernd wirkt das Erscheinen eines höheren Spitzenton D3 in Takt 13 und 14.

#### Variation 3
Diese hebt sich in ihrer „großen Erregtheit und Komplexität des Rhythmus“ und dem 12⁄32-Takt, von den vorhergehenden Variationen ab. Dennoch ist über die weitere Halbierung des Prinzips 16tel – 32stel – 16tel – usw. zu 32stel, 64stel – 32stel – usw. eine Verbindung zu Variation 2 vorhanden. Die ersten drei Takte sind von rasant abwärtsstürzenden und aufwärts laufenden sich mit Akkorden der rechten Hand verbindenden Dreiklangsbrechungen (Arpeggien) im forte geprägt. Ab Takt 6 geht dieses Modell dann in rhythmisch synchron laufende Dreiklangsfiguren beider Hände in zunehmend weiter entfernten Registern über, ein Vorgehen, welches die folgenden Variationen intensivieren.
Der Wechsel zwischen 32steln und 64steln der einen Hand und den überbundenen Synkopen der jeweils anderen Hand erinnert nicht zu Unrecht – wie etwa Igor Strawinsky meinte – an einen (damals noch nicht existenten) Boogie-Woogie bzw. Ragtime. Auf den ersten Blick sind die Rhythmen zwar vergleichbar, jedoch wird zumeist mit der bei Beethoven vorgenommenen Intensivierung ein sehr ausgelassener Tanz verbunden.
Der zweite Teil von Variation 3 führt diesen Rhythmus fort, hebt sich aber durch den abrupten Wechsel zwischen forte und piano, sequenzierende Läufe der rechten Hand und vollgriffige Akkorde beider Hände wiederum deutlich vom ersten Teil ab.

#### Variation 4
Ab der 4. Variation (Takt 65) bis zum Schluss ist ein 9/16-Takt angegeben. Infolge der ab hier fast durchgängig vorherrschenden 32stel-Triolen (außer in den Takten 106 bis 128) herrscht faktisch ab hier bis zum Satzende eine Unterteilung des Taktes in 27 Teile vor.
Variation 4 bildet vom Charakter und Hörerlebnis den deutlichsten Trennungsstrich zwischen Thema und Variation 1 und 2 sowie Variation 5 und der Coda. Die Dynamik ist auf pianissimo zurückgeschraubt. Die Begleitung der linken Hand beschränkt sich meist auf leise Tremoli, Tonwiederholungen, oder vereinzelte einfache Akkorde. Die rechte Hand bietet dazu meist lang ausgehaltene Drei- und Vierklänge.
Ab Takt 9 (72/73) verfallen beide Hände in sich häufig chromatisch hochschraubende 32stel-Triolen-Läufe, welche aufgrund ihrer hohen Lage einen deutlichen „losgelösten“ Gegensatz zu den mitunter markanten Bassfiguren der vorherigen Variationen bilden. Die Melodie und der markante Rhythmus von Variation 3 wird zunehmend in reinen, impressionistischen Klang aufgelöst. Die synkopisierenden Modelle aus Variation 3 werden trotzdem – wenn auch mit ganz anderer Wirkung – teilweise fortgeführt. Die Register der beiden Hände werden dabei in immer entferntere Lage getrieben.
Eine dreitaktige Kadenz führt dann in eine von Trillern geprägte Überleitung zu Variation 5 über.
Diese Auflösung der klaren Melodieverläufe zu Gunsten des reinen Klangs findet ihren vorläufigen, auch dramatischen Höhepunkt auf einem scheinbar unendlichen Triller (kurz sogar dreistimmig!) im Zwischenteil zwischen 4. und 5. Variation, in dem nach Es-Dur moduliert wird.
Hiernach noch einmal die Oberstimme des Themas in der Originalgestalt, wiederum mit Triolen in der Begleitung und einer zusätzlichen Stimme unter der Melodie.
Schließlich führt Beethoven das Thema noch einmal in einer Art Coda an, diesmal jedoch über einen beständigen, 11 Takte langen Triller in der rechten Hand gespielt, ehe die Variation nach einer schnellen, aber friedlichen Passage auf einfachen C-Dur-Akkorden pianissimo ausläuft.

#### Variation 5
Hiernach beginnt in der 5. Variation die Auflösung des ursprünglichen Rhythmus zugunsten frei fließender 32stel-Triolen-Tremoli, über denen das variierte Thema in Akkorden erscheint, zunächst im Bass, dann im Diskant. Das Thema erscheint hier rhythmisch verschoben, doch über den Triolen verliert sich der Synkopencharakter sehr schnell und das Thema „schwebt“. Beethoven verändert nun auch die Form und variiert die beiden Teile, anstatt sie zu wiederholen.

## Deutungen
Mit Beethovens letzter Klaviersonate haben sich Musikwissenschaftler, Künstler und Philosophen immer wieder beschäftigt.
- Jürgen Uhde sieht in der letzten Sonate, vor allem im zweiten Satz, ein Dokument des Abschieds, ein Testament, eine tiefsinnige, das Jenseits berührende Sphärenmusik. „Formt der Weltgeist, ohne Wissen des produzierenden Subjekts, hier tatsächlich endzeitliche Musik …?“[10] Der erste und zweite Satz gehörten verschiedenen Reichen an; die tiefere Region des ersten sei von der höheren des zweiten geschieden. Könne man im ersten den „Willen“ erkennen, der sein Ziel in einem letztlich unentschiedenen Kampf zu erreichen suche, sei im zweiten Satz möglicherweise die „Gnade“ beschrieben. Im Lobgesang der Arietta, der „sich in immer höhere Sphären schwingt“, werde der Kampf unwichtig.[10]
- Walter Riezler spricht von einem Reich ohne Ausweg. Der zweite Satz weise „unmittelbar in die Unendlichkeit … Von der vierten Variation an … ist entschieden, daß es hier kein Zurück mehr gibt … das ist letzte Vergeistigung, Auflösung im All.“[11]
- Thomas Manns humorvolle wie tiefgründige Auseinandersetzung mit diesem Werk in „Doktor Faustus“[12] ist in die Literaturgeschichte eingegangen. Der Musiklehrer Adrian Leverkühns, Wendell Kretzschmar, spielt dieses Werk und erklärt dem Publikum in einem begeisterten, von Stottern unterbrochenen Vortrag die Hintergründe der Sonate. „…Nun, der Mann war imstande, eine ganze Stunde der Frage zu widmen, ‚warum Beethoven zu der Klaviersonate op. 111 keinen dritten Satz geschrieben habe‘, – ein besprechenswerter Gegenstand ohne Frage … Jedoch lernten wir sie durch diese Veranstaltung eben kennen, und zwar sehr genau, da Kretzschmar sie auf dem recht minderen Pianino, das ihm zur Verfügung stand (ein Flügel war nicht bewilligt worden), vortrefflich, wenn auch mit schollerndem Klange, zu Gehör brachte, zwischendurch aber ihren seelischen Inhalt, mit Beschreibung der Lebensumstände, unter denen sie – nebst zwei anderen – verfasst worden, mit großer Eindringlichkeit analysierte und sich mit kaustischem Witz über des Meisters eigene Erklärung erging, warum er auf einen dritten, mit dem ersten korrespondierenden Satz hier verzichtet habe. Er hatte nämlich dem Famulus auf seine Frage geantwortet, daß er keine Zeit gehabt und darum lieber den zweiten etwas länger ausgedehnt habe … Die in solcher Antwort liegende Geringschätzung des Fragers war offenbar nicht bemerkt worden …“
- Theodor Adorno, der Thomas Mann bei dem Roman musiktheoretisch beraten hatte[13] und als ein (karikaturistisch verzerrtes) Vorbild für die Figur des Kretzschmar betrachtet wird,[14] sprach im Zusammenhang mit dieser Sonate in der Ästhetischen Theorie von „Eros und Erkenntnis“. Im Doktor Faustus wird das lyrische Arietta-Thema des zweiten Satzes, , mit der Idyll-Assoziation „Wiesengrund“ umschrieben, in Anspielung auf Adornos Geburtsnamen. Allerdings verkennt er im Grunde nach Peter Benary[15] das Thema, denn es ist nicht daktylisch, sondern anapästisch, wie „Harmonie“, zu skandieren.
- Alfred Brendel schreibt, die Sonate wirke in doppelter Weise: „Als abschließendes Bekenntnis seiner Sonaten und als ein Präludium des Verstummens. Man denke an Bülows Deutungsversuche ‚Samsara und Nirwana‘, an ‚Widerstand und Ergebung‘ oder an das ‚männliche und weibliche Prinzip‘, von dem Beethoven selbst so gern sprach.“[16]
- Edwin Fischer: „In diesen zwei Sätzen finden wir das Diesseits und das Jenseits versinnbildlicht.“[17]

## Autograph und Skizzen
Das Autograph des ersten Satzes befindet sich im Beethoven-Haus in Bonn (BH 71), Das Autograph der vollständigen Sonate liegt digitalisiert in der Deutschen Staatsbibliothek Berlin, Artaria 198. Skizzen Beethovens zu op. 111 befinden sich in der Staatsbibliothek zu Berlin der Stiftung Preußischer Kulturbesitz (Artaria 180, 197 und 201), der Bibliothèque nationale de France in Paris (Ms 51), sowie der Gesellschaft der Musikfreunde in Wien (A 48).

## Klangbeispiele
- Erster Satz – Anhörenⓘ/?
- Zweiter Satz – Anhörenⓘ/?